# 72ª Brigata meccanizzata "Zaporoghi Neri"
La 72ª Brigata meccanizzata autonoma "Zaporoghi Neri" (in ucraino 72-га окрема механізована бригада імені Чорних Запорожців?, 72-ha okrema mechanizovana bryhada imeni Čornych Zaporožciv, unità militare A2167) è un'unità di fanteria meccanizzata delle Forze terrestri ucraine, subordinata al Comando operativo "Nord" e con base a Bila Cerkva.

## Storia

### Unione Sovietica
Le origini della brigata risalgono alla 29ª Divisione fucilieri dell'Armata Rossa, costituitasi il 5 dicembre 1941 presso Akmolinsk (oggi Astana) e inviata nel luglio 1942 a Stalingrado per unirsi alla 64ª Armata. Durante la battaglia di Stalingrado l'unità subì perdite per 5.242 morti e 13.447 prigionieri. Per l'eroismo dei suoi soldati, il 1 marzo 1943 la divisione venne ribattezzata 72ª Divisione fucilieri delle guardie, mantenendo tale numerazione fino ad oggi. Durante il 1943 combatté per la liberazione di Belgorod, Charkiv e Krasnohrad, venendo intitolata proprio "Krasnogradskaja" il 19 settembre insieme alla 81ª Divisione fucilieri delle guardie. L'8 gennaio 1944 venne insignita dell'Ordine della Bandiera Rossa. Nell'ottobre 1944 prese parte alla battaglia di Budapest, mentre il 15 dicembre rinforzò il Gruppo di cavalleria meccanizzata "Pliev" durante l'attacco a Szécsény. La spinta offensiva della divisione proseguì in Austria e Cecoslovacchia, e si concluse nei dintorni di Brat, quando venne fermata dal Grenadier-Regiment 317. Per le sue azioni venne insignita degli Ordini di Aleksandr Nevskij e di Suvorov.
Nel maggio 1946 la divisione venne riorganizzata come 7ª Brigata fucilieri delle guardie, ma già nel 1953 venne riportata al rango di divisione. Il 4 giugno 1957 divenne una divisione motorizzata, con base presso Bila Cerkva e sotto la giurisdizione del Distretto militare di Kiev. Durante tutto il periodo della guerra fredda l'unità venne mantenuta ad una forza del 25%, con un solo reggimento pienamente operativo.

### Ucraina
In seguito alla caduta dell'Unione Sovietica la 72ª Divisione fucilieri motorizzata delle guardie passò sotto il controllo dell'Ucraina. Il 29 giugno 1999 l'unità, nel frattempo divenuta una divisione meccanizzata, venne insignita del titolo onorifico di "Kyїvs'koї". Nel 2001 fu riorganizzata sotto forma di brigata, e il 1129º Reggimento missilistico contraereo assegnatovi trasferito alle dirette dipendenze dell'8º Corpo d'armata. Nel maggio 2014 venne coinvolta nella battaglia di Mariupol' nell'ambito della guerra del Donbass. Durante il conflitto le cantanti Anastasija Prychod'ko e Zlata Ohnjevič raccolsero fondi per la brigata. Nell'agosto 2014 l'unità venne circondata dalle forze separatiste e tagliata fuori dai rifornimenti, unitamente alla 51ª Brigata meccanizzata. Il personale del 1º Battaglione, con elementi della 51ª (400 uomini in totale), distrusse le proprie armi e si mosse in territorio russo, venendo fatto prigioniero e in seguito restituito all'Ucraina. Al contrario, il 2º Battaglione riuscì a rompere l'accerchiamento, supportato dalla 30ª Brigata meccanizzata e dalla 95ª Brigata d'assalto aereo da sud. Il convoglio dei sopravvissuti venne attaccato dai separatisti mentre rientrava in Ucraina.
Dopo essere stata rinforzata con il 12º Battaglione fanteria motorizzata "Kiev" (ex battaglione di difesa territoriale), la brigata è stata rischierata presso Avdiïvka nell'ottobre 2016, rimanendo impegnata negli scontri fino all'estate 2017. Il 5 novembre l'unità è stata definitivamente ritirata a Bila Cerkva.

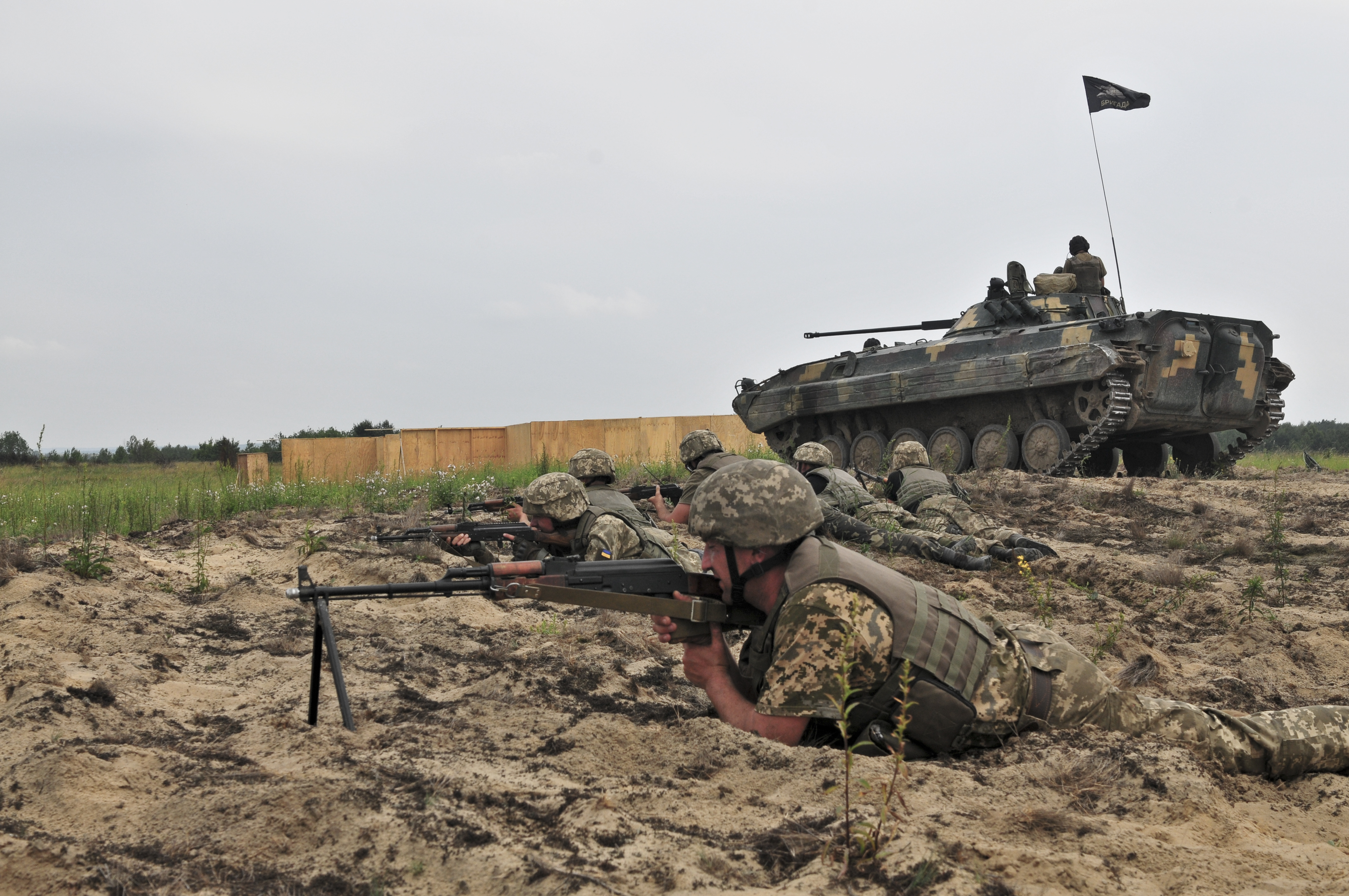
Soldati del 1º Battaglione della 72ª Brigata durante un addestramento presso la base di Javoriv, 23 giugno 2016

Il 18 novembre 2015 gli ordini della Bandiera Rossa, di Suvorov e di Aleksandr Nevskij vennero rimossi dall'unità, nell'ambito dell'eliminazione delle onorificenze sovietiche dall'esercito ucraino. Il 22 agosto 2016 venne rimosso anche il titolo di unità delle guardie. I titoli onorifici di "Krasnograds'ko-Kyїvs'koї" vennero sostituiti con quello di "Zaporoghi Neri" il 23 agosto 2017, in onore dell'omonimo reggimento di cavalleria cosacca dell'esercito della Repubblica Popolare Ucraina.

#### Guerra russo-ucraina
Allo scoppio dell'invasione russa dell'Ucraina, il 24 febbraio 2022, la brigata era l'unica unità meccanizzata schierata nelle vicinanze di Kiev, e prese parte fin da subito alle battaglie difensive nei sobborghi della capitale. Inizialmente la brigata riuscì a contestare l'aeroporto di Hostomel', fermando l'avanzata russa ed evitando che la struttura potesse essere usata come base d'appoggio logistica per l'attacco alla città. In seguito ha preso parte alla battaglia di Brovary, infliggendo gravissime perdite al 6º Reggimento della 90ª Divisione corazzata russa ed eliminandone il comandante, colonnello Andrej Zacharov. Nel corso di questi combattimenti parte dei compiti della brigata consistevano nel fornire alla 44ª Brigata artiglieria le posizioni delle unità nemiche, guidandone i bombardamenti al fine di diminuire la coesione dei battaglioni russi e renderli più vulnerabili agli attacchi di terra.
Dopo il completo ritiro delle forze russe in seguito al fallimento dell'offensiva su Kiev, il 6 maggio 2022, in occasione della Giornata della Fanteria, il presidente ucraino Volodymyr Zelens'kyj ha conferito all'unità l'onorificenza "Per il Valore e il Coraggio". Nel frattempo la brigata è stata trasferita nell'Ucraina orientale, in particolare a difesa della città di Charkiv, dove ha effettuato delle controffensive locali per respingere l'esercito russo verso Belgorod. Fra luglio e agosto è rimasta schierata in Donbass, in particolare a difesa dell'area fra Bachmut e Popasna. In questo periodo è stata mantenuta in riserva al fine di ripristinarne la capacità operativa dopo i duri combattimenti sostenuti nella battaglia di Kiev.
Successivamente inviata nel Donec'k meridionale, l'unità ha inflitto enormi perdite alla 155ª e alla 40ª Brigata fanteria di marina russe, mandate all'attacco in modo sconsiderato nel tentativo di prendere i villaggi di Pavlivka e Jehorivka a sud di Vuhledar nel mese di novembre. La brigata è rimasta di stanza presso la cittadina di Vuhledar, difendendo il fianco destro dello schieramento ucraino nell'oblast' di Donec'k, sostenuta dalla 68ª Brigata cacciatori. Alla fine di gennaio 2023 le due unità hanno nuovamente respinto un tentativo di assalto russo, condotto dalle stesse due brigate della fanteria di marina impiegate in precedenza e rinforzate da due battaglioni della Milizia Popolare di Doneck e da un reggimento di Specnaz. Gli attaccanti hanno subito pesanti perdite e l'offensiva è fallita in pochi giorni, anche grazie a un contrattacco locale condotto dalla 72ª Brigata meccanizzata e dalla 1ª Brigata corazzata. La brigata ha continuato a respingere assalti russi per i mesi successivi, impedendo ogni minimo avanzamento nel settore di Vuhledar. All'inizio di novembre 2023 l'unità ha nuovamente inflitto perdite elevate alla 155ª Brigata russa nel corso di un tentato attacco verso la città.
Nel dicembre 2023 sulla base di un plotone mitraglieri della brigata, nato nel febbraio 2022 presso Ivano-Frankivs'k come unità della difesa territoriale sotto il comando di Nazarij Kišak e in seguito aggregatosi alla 72ª Brigata, è stato costituito il nucleo della 153ª Brigata meccanizzata di recente formazione. Inoltre, nella primavera del 2024, alcuni veterani della brigata hanno formato la base sulla quale è stata costituita la 158ª Brigata meccanizzata.
Alla fine di giugno 2024 la brigata ha respinto un nuovo assalto verso la città, infliggendo gravi perdite ai reparti meccanizzati russi e dichiarando di aver distrutto 18 carri armati, 34 veicoli da combattimento e 19 motociclette. Nel luglio 2024, in seguito alla legge ucraina che ha permesso ad alcune categorie di detenuti di prestare volontariamente servizio nell'esercito, la 72ª Brigata meccanizzata è stata una delle unità ad integrarne un certo numero nei propri ranghi, costituendo la Compagnia "Škval". Ad agosto le forze russe hanno ripreso le operazioni offensive in direzione di Vuhledar, catturando la miniera di carbone a nordest della città il 1º settembre. La brigata, impiegata in prima linea dal febbraio 2022 senza rotazioni, ha lentamente ceduto terreno ai fianchi di Vuhledar; le numerose unità russe impegnate nel settore sono arrivate a minacciare la roccaforte di accerchiamento alla fine del mese di settembre. La brigata ha quindi iniziato a ritirarsi gradualmente dalla città, grazie al supporto di elementi della 58ª Brigata motorizzata schierati a protezione delle vie di comunicazione verso nord. Il 1º ottobre gli ultimi reparti hanno completato lo difficile manovra di sganciamento, e la città è stata occupata dalle truppe della 36ª e 37ª Brigata fucilieri motorizzata e della 5ª Brigata corazzata. All'inizio di agosto 2025 il 48º Battaglione fucilieri, che aveva combattuto con la brigata fin dalla sua formazione nel 2022, è stato riorganizzato come unità da ricognizione e assegnato al 16º Corpo d'armata.

## Struttura
- Comando di brigata[51]
- 1º Battaglione meccanizzato
- 2º Battaglione meccanizzato
- 3º Battaglione meccanizzato
- 12º Battaglione fanteria motorizzata "Kiev" (Bila Cerkva, unità militare A4193)[52]
- 1º Battaglione fucilieri
- 2º Battaglione fucilieri
- Compagnia fucilieri speciale "Škval"
- Battaglione corazzato (T-64B e T-64BV)
- Battaglione sistemi senza pilota "Bulava"[53]
  -  Unità droni d'attacco "TORO"[54]
- Gruppo d'artiglieria
  - Batteria acquisizione obiettivi
  - Battaglione artiglieria semovente (2S1 Gvozdika)
  - Battaglione artiglieria semovente (M109A3)
  - Battaglione artiglieria lanciarazzi (BM-21 Grad)
  - Battaglione artiglieria controcarri (9K111 Fagot)
- Battaglione artiglieria missilistica contraerei (9K35 Strela-10 e ZU-23)
- Battaglione genio
- Battaglione manutenzione
- Battaglione logistico
- Compagnia ricognizione
- Compagnia cecchini
- Compagnia comunicazioni
- Compagnia radar
- Compagnia difesa NBC
- Compagnia medica

## Simboli
Lo stemma della brigata è realizzato su fondo rosso, colore di Bila Cerkva, dove ha sede l'unità. Il triangolo nero richiama il copricapo dei soldati del reggimento di cavalleria "Zaporoghi Neri" della Repubblica Popolare Ucraina, attivo fra il 1918 e il 1920. Il teschio bianco, detto "testa di Adamo" e presente sullo stendardo del reggimento, simboleggia la morte e la resistenza ad essa.

## Comandanti

### Unione Sovietica
- Colonnello Fedor Žabrev (1941 - 1942)
- Colonnello Anatolij Kolobutin (1942)
- Maggior generale Anatolij Losev (1942 - 1945)
- Tenente colonnello Grigorij Balatov (1945) ad interim
- Colonnello Aleksandr Pankov (1945)
- Maggior generale Pëtr Berestov (1945 - 1947)
- Maggior generale Aleksej Chvostov (1947 - 1950)
- Maggior generale Aleksandr Mal'cev (1950 - 1956)
- Maggior generale Ivan Gromov (1956 - 1961)
- Maggior generale Evgenij Sokolovsij (1961 - 1967)
- Maggior generale Ivan Kaurkin (1967 - 1970)

### Ucraina
- Maggior generale Petro P'jatybrat (giugno 1992 - aprile 1994)[56]
- Colonnello Mykola Cycjurs'kyj (aprile 1994 - agosto 1996)
- Colonnello Hryhorij Pedčenko (agosto 1996 - 1998)
- Maggior generale Serhij Bezluščenko (1998 - 2002)
- Colonnello Oleksandr Syrs'kyj (2002 - 2005)[57]
- Colonnello Ruslan Chomčak (2005 - 2007)
- Colonnello Andrij Hryščenko (2007 - giugno 2015)[58]
- Colonnello Andrij Sokolov (giugno 2015 - novembre 2017)[59]
- Colonnello Ruslan Tatus' (novembre 2017 - aprile 2019)[60]
- Colonnello Artem Bohomolov (aprile 2019 - settembre 2021)[61]
- Colonnello Oleksandr Vdovyčenko (settembre 2021 - agosto 2022)[62]
- Colonnello Ivan Vinnik (agosto 2022 - settembre 2024)[63]
- Colonnello Oleksandr Ochrimenko (settembre 2024 - giugno 2025)[64]
- Tenente colonnello Roman Rejtor (giugno 2025 - in carica)[65]